# РТ-1
РТ-1 (индекс ГРАУ — 8К95) — советская твердотопливная управляемая баллистическая ракета средней дальности (УБР), первая попытка СССР разработать твердотопливную УБР, проходила испытания с 1962 года по 1963 год, но не развертывалась ввиду отрицательных результатов испытаний (две трети пусков закончились неудачно).

## История
Головной разработчик — ОКБ-1. Разработано два варианта ракет — базовый РТ-1 и РТ-1-63, служивший для отработки третьей ступени РТ-2. Пять пусков было проведено, из которых только два можно признать успешными (18 марта 1963 года успешные испытания РТ-1 и осенью 1965 года успешный пуск РТ-1-63)
Разработка управляемой твердотопливной ракеты с дальностью действия 2 500 километров началась в 1959 году, согласно Постановлению ЦК КПСС и СМ СССР от 20 ноября 1959 года № 1291—570.

## Основные характеристики
- Масса: 35 500 килограммов
- Диаметр: 2,0 метра
- Длина: 18 — 18,3 метра
- Забрасываемый вес: 500 — 800 килограммов
- Тип головной части (ГЧ): 1 × 0,6 — 1 Мт
- Дальность стрельбы: 1 850 — 2 500 км

### Русскоязычные ресурсы
- Гудилин В. Е., Слабкий Л. И. Межконтинентальные ракеты с двигателями на твердом топливе (РТ-1, РТ-2) // Ракетно-космические системы (История. Развитие. Перспективы). — М., 1996. — 326 с.
- Путь в «тополиную рощу» (недоступная ссылка)

### Иноязычные ресурсы
- Globalsecurity — RT-1 ICBM (англ.)